# Diakpo
Diakpo est un village situé dans le centre de la Côte d'Ivoire, dans le département de Dimbokro et appartenant à la région de N'zi, à 240 km au nord de la capitale économique, Abidjan et à 80 km de la capitale politique, Yamoussoukro.